# Václav Souček (fotbalista, 1921)
Václav Souček (3. srpna 1921 – 6. ledna 1991) byl český fotbalista, záložník.

## Fotbalová kariéra
V československé lize hrál za SK Kladno. Dal 2 ligové góly.

## Ligová bilance
| Ročník                                     | Zápasy | Góly | Klub        |
| ------------------------------------------ | ------ | ---- | ----------- |
| Národní liga 1939/40                       | -      | 1    | SK Kladno   |
| Národní liga 1940/41                       | -      | 0    | SK Kladno   |
| Národní liga 1943/44                       | -      | 0    | SK Kladno   |
| Státní liga 1948                           | -      | 0    | SK Kladno   |
| Celostátní československé mistrovství 1949 | -      | 0    | SONP Kladno |
| Mistrovství československé republiky 1952  | -      | 1    | SONP Kladno |
| CELKEM                                     | 97     | 2    |             |